# Alexander Hans Bernewitz

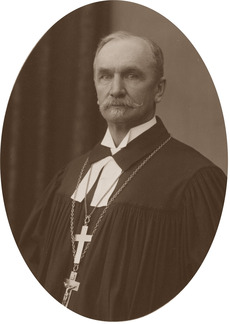
Alexander Hans Bernewitz (1863–1935)

Alexander Bernewitz (* 31. Märzjul. / 12. April 1863greg. in Neuenburg (lettisch Jaunpils), Kurland; † 30. Oktober 1935 in Halberstadt) war ein deutscher Bischof und der erste Bischof der evangelisch-lutherischen Landeskirche in Braunschweig.

## Leben
Alexander Bernewitz, ein Abkömmling der deutschen und kurländischen Adels- und Literatenfamilie Bernewitz, war ein Sohn des evangelischen Pastors und Propstes der Doblenschen Diözese, Martin Peter Alexander Bernewitz und dessen Frau Johanna (geb. Pantenius). Am 9. Februar 1893 heiratete er in Riga Jenny Kroeger (* 4. August 1869 in Riga; † 18. Januar 1950 in Blankenburg). Er ist ein Vetter des gleichnamigen Pastors und evangelischen Märtyrers Alexander Bernewitz.
Alexander Bernewitz besuchte von 1877 bis 1881 das Gymnasium in Goldingen (Kuldīga) in Kurland und studierte von 1883 bis 1887 Theologie an der Kaiserlichen Universität Dorpat. Von 1883 bis 1887 war er Pastor Adjunkt in Stenden/Stende, von 1890 bis 1894 Pastor zu Wallhof/Valle. Von 1894 bis 1908 war er Pastor zu Neuenburg/Jaunpils, als Nachfolger seines Vaters. Sein Großvater Christian Peter Friedrich Bernewitz war zuvor ebenfalls Pastor in Neuenburg gewesen. Von 1908 bis 1918 war er Generalsuperintendent und Vizepräsident des Konsistoriums in Mitau, musste jedoch 1919 vor der bolschewistischen Ideologie nach Deutschland fliehen.
Er war ordentliches Mitglied der Lettisch-Literärischen Gesellschaft, die sich der Erforschung der lettischen Sprache, Folklore und Kultur widmete. Diese Gesellschaft wurde überwiegend von deutsch-baltischen Pastoren und Intellektuellen getragen. Für die Letten selbst war eine höhere Bildung zur Zeit der kaiserlich-russischen Vorherrschaft noch kaum zugänglich, ihre Kultur führte ein Schattendasein. Von 1895 bis 1901 war er kurländischer Direktor der Gesellschaft.
In Deutschland wurde er bereits 1923 zum ersten Landesbischof der Braunschweigischen evangelisch-lutherischen Landeskirche gewählt und leistete als Vorsitzender der Kirchenregierung und des Landeskirchenrats von Braunschweig nach der Revolution und Trennung von Kirche und Staat viel Aufbauarbeit.
Alexander Bernewitz wurde 1933 von den Deutschen Christen aus dem Amt gedrängt.
Im Jahr 1935 wurde er nach der Trauerfeier in der Bartholomäuskirche auf dem Waldfriedhof in Blankenburg (Harz) zu Grabe gelegt.